# Juan Cruz Esquivel
Juan Cruz Esquivel (Cañada Rosquín, 22 agosto 2000) è un calciatore argentino, attaccante del San Martín (T) in prestito dal Tigre.

## Carriera
Cresciuto nel settore giovanile dell'Atlético Rafaela, debutta in prima squadra il 23 febbraio 2019 in occasione dell'incontro di Primera B Nacional vinto 3-0 contro il Def. de Belgrano.
Il 14 agosto 2021 viene acquistato dal Talleres (C) ed il 5 settembre seguente debutta in Primera División nella trasferta pareggiata 0-0 contro il Patronato.

## Statistiche
Statistiche aggiornate al 16 ottobre 2021.

### Presenze e reti nei club
| Stagione        | Squadra          | Campionato      | Campionato | Campionato | Coppe nazionali | Coppe nazionali | Coppe nazionali | Coppe continentali | Coppe continentali | Coppe continentali | Altre coppe | Altre coppe | Altre coppe | Totale | Totale | Totale |
| Stagione        | Squadra          | Comp            | Pres       | Reti       | Comp            | Pres            | Reti            | Comp               | Pres               | Reti               | Comp        | Pres        | Reti        | Pres   | Reti   |        |
| --------------- | ---------------- | --------------- | ---------- | ---------- | --------------- | --------------- | --------------- | ------------------ | ------------------ | ------------------ | ----------- | ----------- | ----------- | ------ | ------ | ------ |
| 2018-2019       | Atlético Rafaela | PN              | 3          | 0          | CA              | 1               | 0               |                    | -                  | -                  |             | -           | -           | 4      | 0      |        |
| 2019-2020       | Atlético Rafaela | PN              | 4          | 0          | CA              | 0               | 0               |                    | -                  | -                  |             | -           | -           | 4      | 0      |        |
| 2020-2021       | Atlético Rafaela | PN              | 19         | 6          |                 | -               | -               |                    | -                  | -                  |             | -           | -           | 19     | 6      |        |
| 2021            | Talleres (C)     | PD              | 4          | 0          | CdL+CA          | 0               | 0               |                    | -                  | -                  |             | -           | -           | 6      | 0      |        |
| Totale carriera | Totale carriera  | Totale carriera | 30         | 6          |                 | 1               | 0               |                    | -                  | -                  |             | -           | -           | 31     | 6      |        |